# Reino Unido e as armas de destruição em massa
O Reino Unido possui, ou já possuiu, uma variedade de armas de destruição em massa, incluindo armas nucleares, biológicas e químicas. O Reino Unido é um dos cinco países oficiais que possuem armas nucleares sob o Tratado de Não Proliferação Nuclear e possui um dissuasor nuclear independente. O Reino Unido foi calculado para ter um estoque de cerca de 160 ogivas nucleares ativas e 225 ogivas nucleares no total. O Reino Unido renunciou ao uso de armas químicas e biológicas, em 1956, e, posteriormente, destruiu seus estoques em geral.

## Armas nucleares

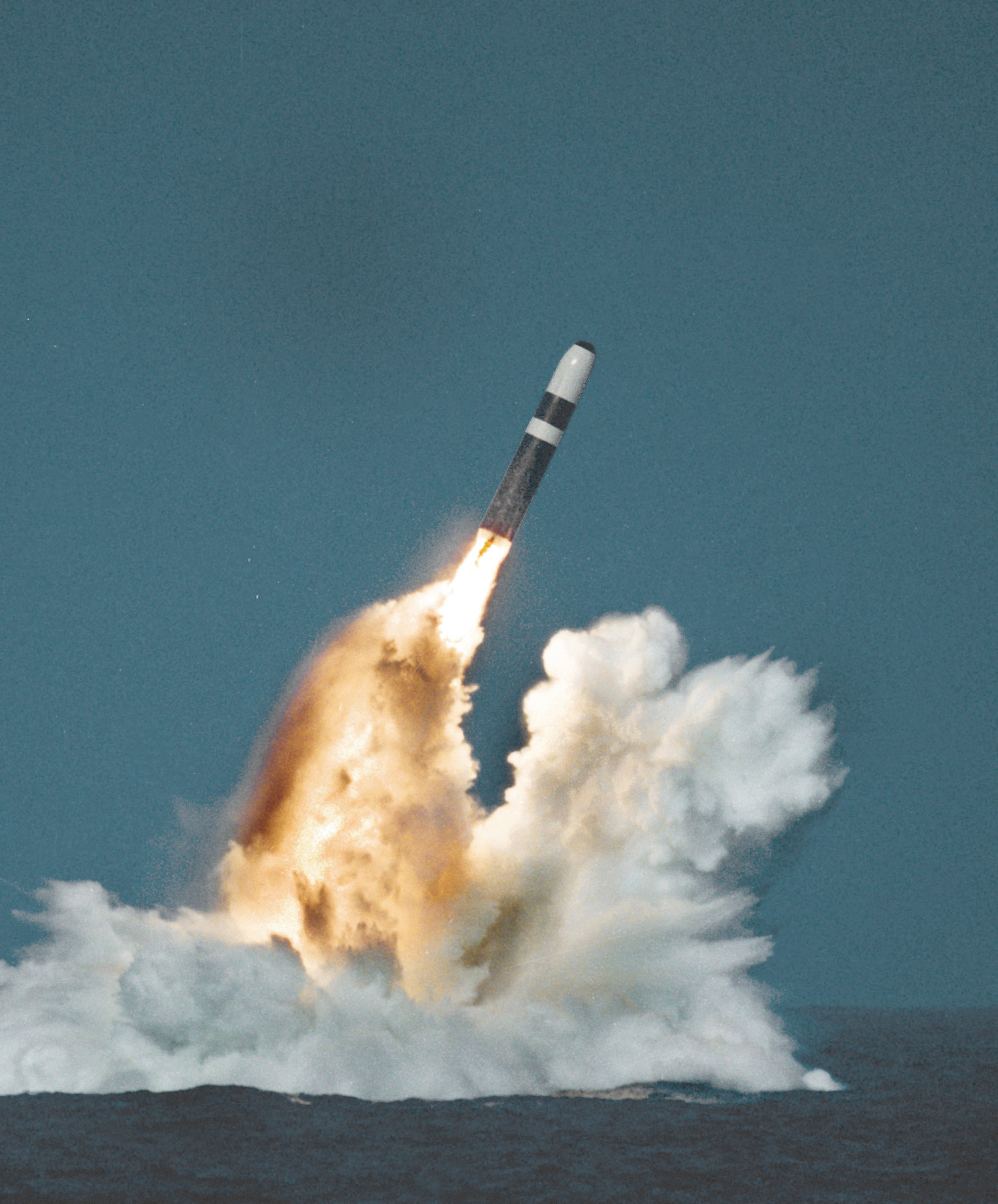
Um míssil Trident lançado de um submarino de mísseis balísticos submerso.

O Reino Unido possui quatro submarinos da classe Vanguard armados com mísseis nucleares Trident. O princípio de funcionamento baseia-se na manutenção de efeito dissuasor por sempre ter pelo menos um submarino no mar, e foi projetado durante o período da Guerra Fria. Um submarino esta normalmente em manutenção e os dois restantes estão no porto ou em exercícios de treinamento.
Cada submarino carrega até 16 mísseis Trident II D-5, cada um pode transportar até 12 ogivas, para um máximo de 192 ogivas por submarino. No entanto, o governo britânico anunciou em 1998 que cada submarino levaria apenas 48 ogivas (reduzindo pela metade o limite especificado pelo governo anterior), que é uma média de 3 por mísseis. No entanto 1 ou 2 mísseis por submarino são provavelmente armados com menos ogivas de utilização "sub-estratégica" e outros são armados com mais.
As ogivas britânicas desenhadas são pensadas para ter rendimento entre 0.3 quilotons, 5-10 kt e 100 kt; Os rendimentos obtidos utilizando o primário não potenciado, o principal impulsionado, ou todo o "pacote de física". O Reino Unido adquiriu o direito de 58 mísseis nos termos do Acordo de Polaris Sales (alterado para Trident) da Marinha dos Estados Unidos. Estes mísseis são equipados com ogivas construídas pelo Reino Unido e são trocadas quando houver a necessidade de manutenção. Sob o acordo dos Estados Unidos foi dada certas garantias por parte do Reino Unido em relação ao uso dos mísseis, no entanto os Estados Unidos não têm qualquer veto sobre o uso de armas nucleares britânicas.
Cada um dos comandantes dos submarinos carregam consigo cartas manuscritas pelo Primeiro-Ministro do Reino Unido, conhecidas como Cartas de Último Recurso. As cartas contém instruções do que o comandante deverá fazer caso o governo britânico seja destruído em decorrência de um ataque nuclear e todas as autoridades venham a falecer. O conteúdo exato não é conhecido, mas sabe-se que as cartas contém as seguintes opções: retaliar, não retaliar, deixar que o comandante faça uso do seu próprio julgamento ou entregar o submarino à alguma nação aliada, preferentemente Estados Unidos ou Austrália. Sempre que o Primeiro-Ministro é substituído, as cartas antigas são destruídas sem que o conteúdo seja revelado, e novas são escritas.

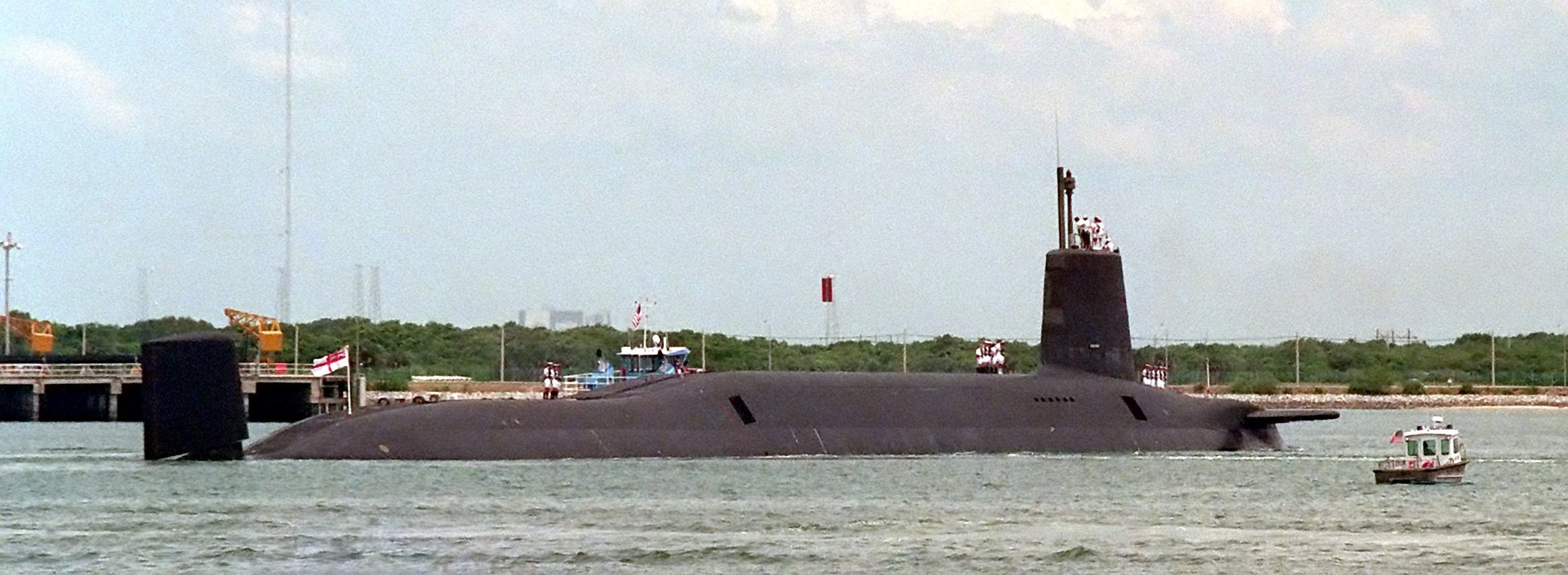
HMS Vanguard, um dos quatro Vanguard classe de submarinos de mísseis balísticos da Marinha Real, que servem como sistema de entrega nuclear do Reino Unido.

O Reino Unido é um dos cinco "estados com armas nucleares" (NWS) no âmbito do Tratado de Não Proliferação Nuclear, que o Reino Unido ratificou em 1968.
O Reino Unido permite que os Estados Unidos implementem armas nucleares a partir de seu território, o primeiro tendo chegado em 1954. Durante os anos 80, mísseis nucleares de cruzeiro lançados por terra foram mobilizados em RAF Greenham Common e RAF Molesworth. A partir de 2005, acredita-se que cerca de 110 bombas nucleares B61 táticas são armazenados em RAF Lakenheath para implementação por aviões da USAF F-15E.
Em março de 2007, o Parlamento do Reino Unido votou para renovar o sistema Trident dos submarinos nucleares do país a um custo de £20 bilhões. Em julho de 2008, The Guardian afirmou que a decisão já tinha sido tomada para substituir e atualizar as ogivas nucleares do arsenal da Grã-Bretanha a um custo de £3 bilhões, estendendo a vida das ogivas até 2055.

## Armas químicas
O Reino Unido foi um dos signatários das Convenções de Haia (1899 e 1907) que proibiu o uso de munições de gás venenoso, mas omitiu a implantação de cilindros provavelmente porque não tinham sido considerados.
No entanto, durante a Primeira Guerra Mundial, em retaliação ao uso de cloro pela Alemanha contra as tropas britânicas a partir de abril de 1915 em diante, as forças britânicas usaram cloro pela primeira vez durante a Batalha de Loos em 25 de setembro de 1915. Até o final da guerra, o uso de gás venenoso havia se tornado comum em ambos os lados em 1918 um quarto de granadas de artilharia foram preenchidas com gás e a Grã-Bretanha havia produzido cerca de 25.400 toneladas de produtos químicos tóxicos.
Grã-Bretanha usou uma variedade de gases venenosos, originalmente cloro e fosgênio depois, difosgênio e gás mostarda. Eles também usaram quantidades relativamente pequenas de gases irritantes como cloroformato de clorometilo, cloropicrina, bromoacetona e iodoacetato etílico. Gases eram frequentemente misturados, por exemplo white star foi o nome dado a uma mistura de volumes iguais de cloro e fosgênio, o cloro é mais denso e ajudar a espalhar mais porém o fosgênio é mais tóxico. Apesar dos progressos técnicos, armas químicas sofriam pela diminuição da eficácia com o progresso da guerra por causa dos equipamentos de proteção e formação que o uso gerado em ambos os lados.
Depois da guerra, a Força Aérea Real jogou gás mostarda em soldados bolcheviques em 1919, e Winston Churchill, secretário de estado para a guerra e ar, sugeriu que a RAF usasse no Iraque, em 1920, durante uma grande revolta. Os historiadores estão divididos quanto à possibilidade ou não do gás foi de fato utilizado.
O Reino Unido ratificou o Protocolo de Genebra, em 9 de abril de 1930. O Reino Unido assinou a Convenção sobre as Armas Químicas, em 13 de janeiro de 1993 e ratificou em 13 de maio de 1996.
Apesar da assinatura do Protocolo de Genebra, o Reino Unido realizou extensos testes de armas químicas a partir de 1930 em diante. Nos experimentos Rawalpindi, centenas de soldados indianos foram expostos ao gás mostarda, numa tentativa para determinar a dosagem apropriada para o uso no campo de batalha. Muitos dos indivíduos sofreram queimaduras graves da sua exposição ao gás.
Muitos ex-militares se queixaram e sofrem de doenças terminais depois de participar dos testes com agentes nervosos. Foi alegado que antes de serem voluntários não foram fornecidas informações adequadas sobre as experiências e os riscos, em violação do Código de Nuremberg de 1947. Supostos abusos em Porton Down tornou-se o tema da morosidade da investigação policial chamada Operação Antler, que cobriu o uso de voluntários para testar uma variedade de armas químicas e as contra-medidas de 1939 até 1989. Um inquérito foi aberto no dia 5 de maio de 2004 sobre a morte em 6 de maio de 1953 de um recruta, Ronald Maddison, durante um experimento usando sarin. Sua morte já havia sido considerada por um inquérito privado do Ministério da Defesa como tendo sido como resultado de uma "desventura", mas esta foi anulada pelo Supremo Tribunal em 2002. A audiência em 2004 encerrado em 15 de novembro, após um júri considerou que a causa da morte de Maddison foi "aplicação de um agente nervoso em um experimento não terapêutico".

## Armas biológicas
Durante a Segunda Guerra Mundial, cientistas britânicos estudaram o uso de armas biológicas, incluindo um teste usando antraz na ilha escocesa de Gruinard que deixou contaminada e cercada por quase 50 anos, até que um programa intensivo de 4 anos para erradicar os esporos foi concluído em 1990. Também fabricaram 5 milhões de tortas de carne com óleo de linhaça com um furo nelas para adição de esporos de antraz entre 1942 e meados de 1943. Estes eram para ser jogados sobre a Alemanha usando recipientes especialmente concebidos cada um com 400 tortas, em um projeto conhecido como Operação Vegetarian. Pretendia-se que a doença iria destruir os rebanhos bovinos e produtos lácteos dos alemães e possivelmente se espalhar para a população humana. Os preparativos não estavam completos até o início de 1944. Operação Vegetarian era apenas para ser usado em caso de um ataque de antraz alemão contra o Reino Unido.
Desenvolvimento de armas ofensivas continuou após a guerra na década de 50 com os testes de peste bubônica, brucelose, tularemia e encefalomielite equina e o vírus vaccinia (o último como um simulador relativamente seguro para a varíola).
Em particular 5 conjuntos de experiências ocorreram no mar usando nuvens de aerossol e animais.
- Operação Harness perto de Antígua em 1948-1949.
- Operação Cauldron perto de Stornoway em 1952. O arrastão Carella inconscientemente navegou através de uma nuvem da praga pneumônica de bacilos (Yersinia pestis) durante este teste. Ele foi mantido sob observação secreta até que o período de incubação tinha decorrido, mas ninguém da tripulação adoeceu.[12]
- Operação Hesperus perto de Stornoway em 1953.
- Operação Ozone perto de Nassau em 1954.
- Operação Negation perto de Nassau em 1954-1955.

O programa foi cancelado em 1956, quando o governo britânico renunciou ao uso de armas biológicas e químicas. Ratificou a Convenção sobre as Armas Biológicas e Tóxicas, em março de 1975.

## Armas radiológicas
O Reino Unido testou uma bomba de 1 quiloton incorporando uma pequena quantidade de cobalto como um rastreador radioquímico experimental em seu local de teste Tadje perto de Maralinga, Austrália em 14 de setembro de 1957.